# L'Atelier de mon père
 (août 2023).
Si vous disposez d'ouvrages ou d'articles de référence ou si vous connaissez des sites web de qualité traitant du thème abordé ici, merci de compléter l'article en donnant les références utiles à sa vérifiabilité et en les liant à la section « Notes et références ».
Pour plus de détails, voir Fiche technique et Distribution.
L'Atelier de mon père, sur les traces d'Edmund Alleyn (My Father's Studio) est un film documentaire québécois réalisé par Jennifer Alleyn, sorti en 2008.
Produit par Amazone film, ce long métrage  est projeté pour la première fois en 2008, au 26e Festival international du film sur l'art de Montréal (FIFA). Il a remporté le prix de la meilleure œuvre canadienne, avant de gagner les écrans de Montréal et Québec. Lauréat d'un Prix Gémeaux et nommé aux Jutra, il garde l'affiche du cinéma Ex-Centris pendant 4 semaines, tout comme au Clap de Québec ainsi qu'au Cinéma du Parc en version anglaise.

## Synopsis
Ayant hérité du studio de son père Edmund Alleyn, à la suite de son décès en 2004, la cinéaste Jennifer Alleyn se retrouve dans cet espace intime encore imprégné de l’imaginaire paternel. Telle une anthropologue, elle scrute le lieu, révélant le parcours fascinant d'un artiste ayant marqué l'histoire de l'art contemporain.

## Fiche technique
- Scénario et réalisation : Jennifer Alleyn
- Image : Jean-Claude Labrecque, Jennifer Alleyn
- Montage : Annie Jean
- Production : Jeannine Gagné, Amazone Films

## Distribution
Lancé au Festival International du Films sur l'art de Montréal, en Compétition officielle, L'atelier de mon père reçoit le Prix de la Meilleure oeuvre canadienne de cette 26e édition.
Le film tient l'affiche du Cinéma Excentris à Montréal ainsi que du Cinéma Du Parc, en version anglais, pendant 5 semaines.
Il est présenté au Musée du Louvre (Paris) ainsi qu'à la Morgan Library de New York avant de participer à de multiples festivals.
À l'occasion de la rétrospective Edmund Alleyn au Musée d'art contemporain de Montréal en 2016, le film est présenté en continu, tout l'été, dans la salle de cinéma du MACM.